# Serge Maguy
Serge-Alain Maguy (Abidjã, 20 de outubro de 1970) é um ex-futebolista profissional marfinense que atuava como meia.

## Carreira
Serge Maguy se profissionalizou no Africa Sports.

## Seleção
Serge Maguy integrou a Seleção Marfinense de Futebol na Copa Rei Fahd de 1992, na Arábia Saudita.

## Títulos
Costa do Marfim
- Copa das Nações Africanas: 1992